# クーノ・ホフマイスター

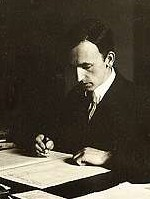
バンベルク天文台で働いていた頃のホフマイスター（1915年 - 1918年）

クーノ・ホフマイスター（Cuno Hoffmeister, 1892年2月2日 - 1968年1月2日）は、ドイツの天文学者・天体物理学者。

## 生涯
ザクセン＝マイニンゲン公国の、玩具の町として栄えたゾンネベルクで玩具製造者の家に生まれた。幼い頃から天体に興味を示し、家業を継ぐための修業の一方で天文学を独学で学んだ。第一次世界大戦で父親の商売がうまくいかなくなり、1915年にバンベルクの天文台の助手となった。1920年代なかばにゾンネベルク天文台を設立し、長期的な天体の写真観測を行う "Sonneberger Himmelsüberwachung"（ゾンネベルクの空のパトロール）を始めた。天文台は1930年代に財政的理由でプロイセン州の管理となり、ベルリン大学の付属設備となった。戦後、ゾンネベルクは東ドイツの地域になり、ホフマイスターは1943年イェーナ大学の教授となった。ホフマイスターはゾンネベルク天文台で約10,000個の変光星と5個の小惑星を発見し、彗星C/1959 O1（ベスター・ホフマイスター彗星）の共同発見者となった。1968年にゾンネベルクで死去した。
月のクレーターホフマイスターと、小惑星ホフマイスターおよびクーノはホフマイスターの名にちなんで命名されている。